# Марченко, Георгий Александрович
Гео́ргий Алекса́ндрович Ма́рченко (29 июля 1937, Ворошиловск, Ворошиловградская область, УССР — 14 августа 2017, Нижняя Тура, Свердловская область, РФ) — советский и российский врач-хирург, организатор здравоохранения, заслуженный врач РСФСР, народный депутат СССР (1989—1991).

## Биография
Георгий Александрович Марченко в 1960 году окончил лечебно-профилактический факультет медицинского института в городе Ростов-на-Дону и вместе с супругой был направлен на работу в больницу посёлка Ис Свердловской области. Здесь он начал работать хирургом, а спустя год его назначили на должность главного врача.
В 1964 году возглавил медсанчасть Нижнетуринской ГРЭС, ставшую впоследствии Нижнетуринской центральной городской больницей.
В 1972 году получил квалификацию врача-хирурга высшей категории.
С мая 1987 года по август 1995 года Георгий Александрович – главный врач Нижнетуринской центральной городской больницы.
При активном участии Георгия Александровича Марченко в Нижней Туре введены в эксплуатацию лечебный корпус на 120 коек, реконструирована и расширена клинико-диагностическая лаборатория, физиотерапевтическое отделение, здания детской и стоматологической поликлиник. В посёлке Ис введена в строй больница на 60 коек.
В 1995 году Георгий Александрович вышел на пенсию.

### Общественная работа
Георгий Александрович Марченко неоднократно избирался депутатом Исовского поселкового Совета депутатов трудящихся, Нижнетуринского городского и Свердловского областного Советов народных депутатов.
Весной 1989 года избран народным депутатом СССР  от Кушвинского территориального избирательного округа № 301 Свердловской области, а затем членом Мандатной комиссии Съезда народных депутатов СССР. Одним из его доверенных лиц являлся Ю. С. Радаев.

## Награды и звания
- Медаль «За доблестный труд» (1970)
- Звание «Отличник здравоохранения» (1971)
- Орден "Знак почёта" (1971)
- Звание «Почётный гражданин города Нижняя Тура» (1972)
- Звание «Заслуженный врач РСФСР» (1979)

## Память
Имя Георгия Александровича Марченко занесено в «Книгу почёта и трудовой славы» города Нижняя Тура. В августе 2018 года в Нижней Туре, на фасаде городской поликлиники, открыта мемориальная доска в память о Георгии Александровиче Марченко.